# Westertimke
Westertimke är en kommun och ort i Landkreis Rotenburg i förbundslandet Niedersachsen i Tyskland.
Kommunen ingår i kommunalförbundet Samtgemeinde Tarmstedt tillsammans med ytterligare sju kommuner.